# Årnes
Årnes är en tätort i Nes kommun i Akershus fylke i sydöstra Norge. Tätorten hade 4 918 invånare den 1 januari 2022. Orten är kommunens centralort och är tillsammans med tätorten Vormsund viktiga handelscentrum i kommunen.
Årnes ligger vid älven Glommas östra sida. Orten fick år 1862 järnväg och har idag lokaltåg på linjen Oslo S - Kongsvinger. Det finns tre skolor i Årnes, två grundskolor (den ena för elever som går i 1-4 klass och den andra för elever i 4-9 klass), och ett gymnasium. Skolan har även elever från andra tätorter i kommunen.

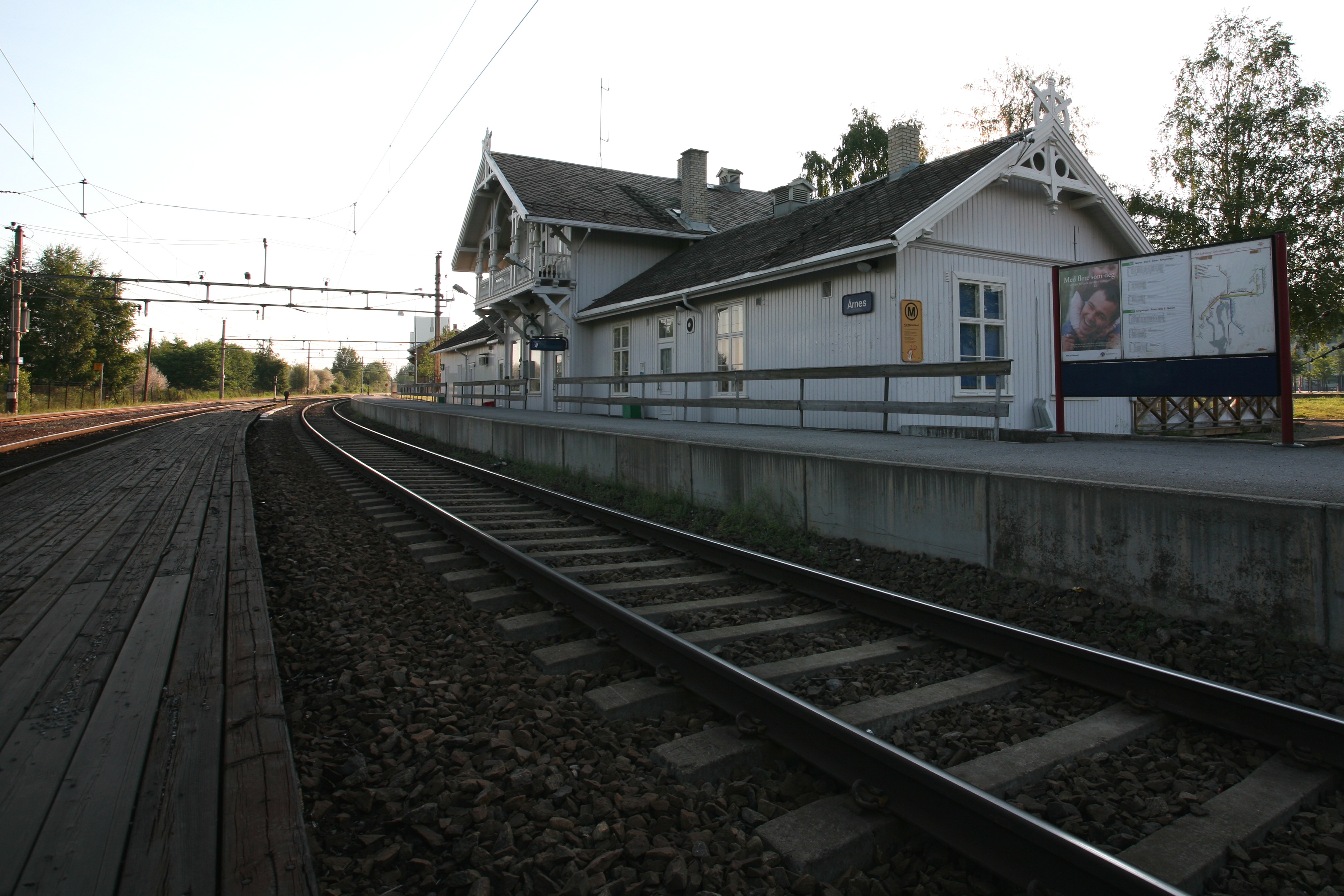
Årnes järnvägsstation.
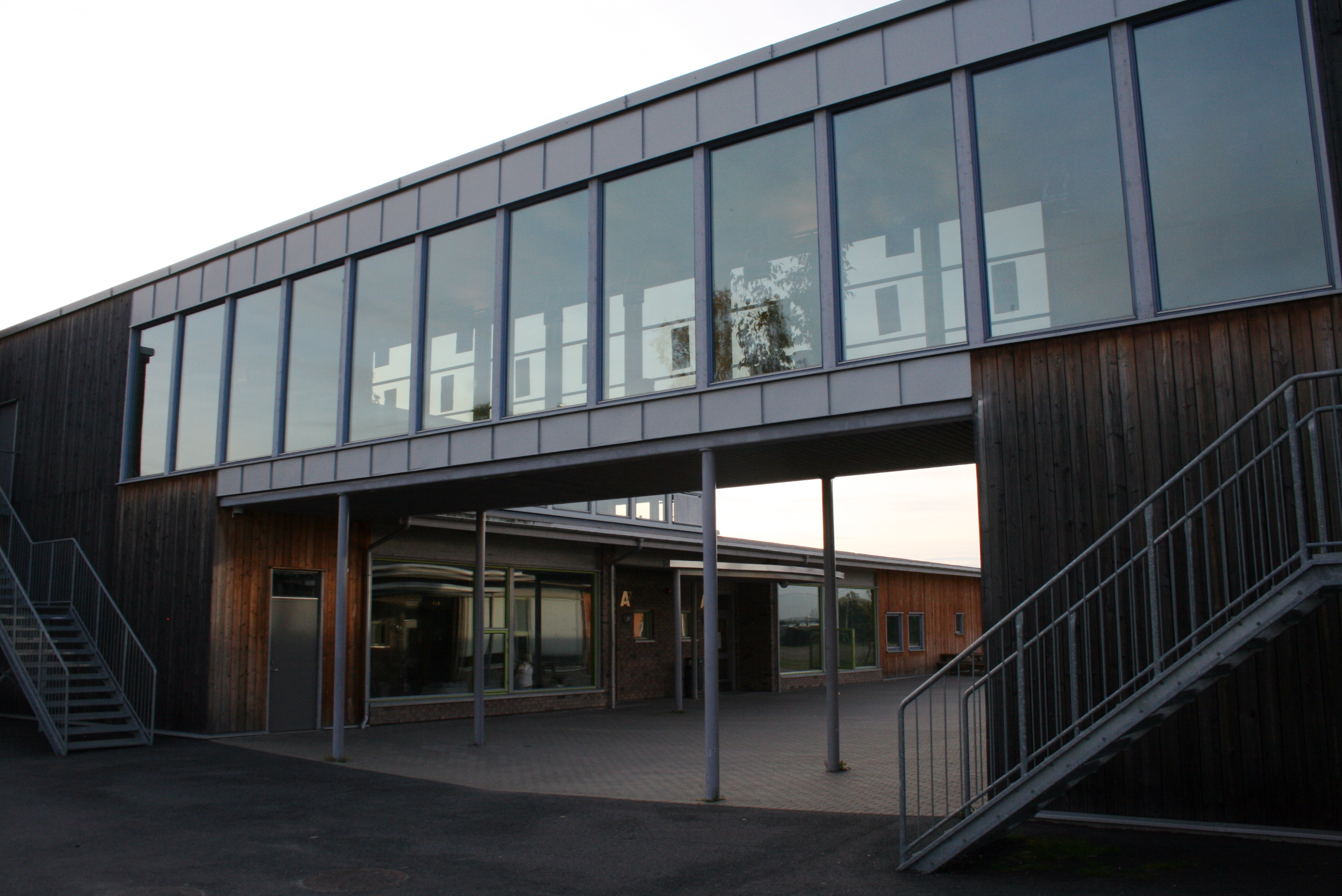
En av Årnes tre skolor.